# إميليو كاسترو
اميليو كاسترو (بالإسبانية: Emilio Castro)‏ (1 يناير 1910 سان ميغيل دي توكومان الأرجنتين - 1 يناير 1988) هو لاعب كرة قدم أرجنتيني سابق كان يلعب كمهاجم.

## وصلات خارجية
- إميليو كاسترو على موقع عالم كرة القدم.نت (الإنجليزية)